# تشينهوي
تشينهوي (بالإنجليزية: Chinhoyi)‏ هي مدينة، تتبع Makonde District ‏، بلغ عدد سكانها 56794 نسمة.

## أعلام
- مايكل بادن باول
- غاري برينت
- غوردون براون